# Cecília Guimarães
Cecília Guimarães (Lisboa, 28 de Maio de 1927 – Alvalade, Lisboa, 2 de Fevereiro de 2021) foi uma actriz portuguesa.

## Biografia
Cecília Guimarães nasceu a 28 de Maio de 1927 em Lisboa.
[carece de fontes?] É então convidada por António Lopes Ribeiro para participar no filme O Primo Basílio, onde é distinguida com o prémio à "Melhor Actriz" do SNI.
É uma das actrizes pioneiras na televisão, interpretando várias peças de teleteatro. Pertenceu ao elenco da Companhia Rey Colaço-Robles Monteiro durante vários anos (Teatro Nacional D. Maria II). Trabalhou ainda no Teatro Experimental de Cascais, Companhia de Teatro de Almada, Companhia de Teatro de Braga ou Artistas Unidos.
Participou em vários filmes, como: "As Horas de Maria" (1979); "Francisca" (1981); "O Lugar do Morto" (1984); "A Filha" (2003); "Axilas" (2016); "A Canção de Lisboa" (2016); "Olga Drummond" (2018).
Na televisão fez algumas telenovelas, telefilmes e várias séries, como: "A Mala de Cartão" (1988); "A Morgadinha dos Canaviais" (1990); "Cluedo" (1995); "Filhos do Vento" (1997); "Casa da Saudade" (2000); "Estação da Minha Vida" (2001) ou "Hotel Cinco Estrelas" (2013).
Faleceu a 1 de Fevereiro de 2021, aos 93 anos, vítima de complicações ligadas à COVID-19 durante a pandemia de COVID-19 em Portugal, no Hospital de Santa Maria, em Lisboa, onde estava internada.

## Televisão
| Ano  | Título                         | Canal | Ref.   |
| ---- | ------------------------------ | ----- | ------ |
| 1957 | Caminho de Sombra              | RTP   | [ 5 ]  |
| 1961 | Suave Milagre                  | RTP   | [ 6 ]  |
| 1978 | Ivone, a Faz Tudo              | RTP   | [ 7 ]  |
| 1990 | A Morgadinha dos Canaviais     | RTP   |        |
| 1993 | Terra Instável                 | RTP   | [ 8 ]  |
| 1995 | Cluedo                         | RTP   |        |
| 1997 | Filhos do Vento                | RTP   |        |
| 1999 | Todo o Tempo do Mundo          | TVI   |        |
| 2000 | Casa da Saudade                | RTP   |        |
| 2001 | Estação da Minha Vida          | RTP   | [ 9 ]  |
| 2001 | A Minha Família é uma Animação | SIC   |        |
| 2011 | Velhos Amigos                  | RTP   |        |
| 2012 | A Família Mata                 | SIC   |        |
| 2013 | Hotel Cinco Estrelas           | RTP   | [ 10 ] |
| 2016 | A Única Mulher                 | TVI   | [ 11 ] |

- - Lista muito incompleta

## Cinema
| Ano  | Título                        | Ref.          |
| ---- | ----------------------------- | ------------- |
| 1959 | O Primo Basílio               | [ 12 ]        |
| 1962 | Retalhos da Vida de um Médico | [ 12 ]        |
| 1963 | A Ribeira da Saudade          | [ 12 ]        |
| 1977 | As Horas de Maria             | [ 12 ]        |
| 1979 | O Convidado Debaixo da Mesa   | [ 12 ]        |
| 1983 | A Barca do Inferno            | [ 12 ]        |
| 1981 | Francisca                     | [ 12 ]        |
| 1984 | O Lugar do Morto              | [ 12 ]        |
| 1992 | Das Tripas Coração            | [ 12 ]        |
| 1992 | Viuvez Secreta                | [ 12 ]        |
| 1993 | Encontros Imperfeitos         | [ 12 ]        |
| 1996 | Mortinho por Chegar a Casa    | [ 12 ]        |
| 1996 | Ilhéu de Contenda             | [ 12 ]        |
| 2000 | Combate de Amor em Sonho      | [ 12 ]        |
| 2000 | A Drogaria                    | [ 13 ]        |
| 2002 | O Princípio da Incerteza      | [ 12 ]        |
| 2003 | A Filha                       | [ 12 ]        |
| 2013 | Onde Está a Tia? (curta)      | [ 12 ]        |
| 2016 | Axilas                        | [ 12 ]        |
| 2016 | A Canção de Lisboa            | [ 12 ]        |
| 2018 | Olga Drummond                 | [ 14 ] [ 15 ] |

## Teatro
| Ano  | Título                                                         | Teatro                                   | Ref.                 |
| ---- | -------------------------------------------------------------- | ---------------------------------------- | -------------------- |
| 1951 | A Qualquer Hora o Diabo Vem                                    | Teatro da Rua da Fé                      | [ 16 ]               |
| 1953 | Um Anjo Entrou Pela Janela                                     | Teatro Avenida                           | [ 17 ] [ 18 ]        |
| 1953 | No Nosso Tempo                                                 | Teatro Avenida                           | [ 19 ]               |
| 1953 | Duas Causas                                                    | Teatro Avenida                           | [ 10 ] [ 20 ] [ 21 ] |
| 1953 | O Princípe                                                     | Teatro Avenida                           | [ 22 ]               |
| 1954 | A Irmã de S. Sulpício                                          | Teatro Apolo                             | [ 23 ]               |
| 1955 | Yerma                                                          | Teatro da Trindade                       | [ 24 ]               |
| 1955 | Quando a Verdade Mente                                         | Teatro da Trindade                       | [ 25 ] [ 26 ]        |
| 1955 | As Três Irmãs                                                  | Teatro da Trindade                       | [ 27 ] [ 28 ]        |
| 1956 | Já Aqui Estive                                                 | Teatro da Trindade                       | [ 29 ]               |
| 1956 | Lourdes                                                        | Teatro da Trindade                       | [ 30 ]               |
| 1956 | Amor de Perdição                                               | Teatro da Trindade                       | [ 31 ] [ 32 ]        |
| 1957 | Não Clarim! Sim Clarão!                                        | Teatro da Trindade (Teatro do Gerifalto) | [ 33 ] [ 34 ]        |
| 1957 | O Primeiro Natal da Bruxa Carpidim                             | Teatro da Trindade (Teatro do Gerifalto) | [ 33 ] [ 34 ] [ 35 ] |
| 1959 | O Crime da Aldeia Velha                                        | Teatro Experimental do Porto             | [ 36 ]               |
| 1962 | Oito Mulheres                                                  | Teatro Nacional D. Maria II              | [ 37 ]               |
| 1963 | Trilogia das Barcas                                            | Teatro Nacional D. Maria II              | [ 38 ]               |
| 1964 | Divinas Palavras                                               | Teatro Nacional D. Maria II              | [ 39 ]               |
| 1964 | Macbeth                                                        | Teatro Nacional D. Maria II              | [ 40 ] [ 41 ]        |
| 1965 | Ciclone                                                        | Teatro Avenida                           | [ 42 ]               |
| 1966 | Um Príncipe do Meu Bairro                                      | Teatro Avenida                           | [ 43 ]               |
| 1967 | Senhora na Boca do Lixo                                        | Teatro Avenida                           | [ 44 ]               |
| 1967 | Camarada Miussov                                               | Teatro Avenida                           | [ 45 ]               |
| 1968 | Equilíbrio Instável                                            | Teatro Capitólio                         | [ 46 ]               |
| 1969 | A Esfera Facetada                                              | Teatro Capitólio                         | [ 47 ]               |
| 1970 | O Cravo Espanhol                                               | Teatro Capitólio                         | [ 48 ] [ 49 ]        |
| 1970 | Tchau                                                          | Teatro Capitólio                         | [ 50 ]               |
| 1971 | O Duelo                                                        | Teatro da Trindade                       |                      |
| 1971 | Ivone, Princesa de Borgonha                                    | Teatro Experimental de Cascais           | [ 51 ]               |
| 1972 | A Gaivota                                                      | Teatro da Trindade                       | [ 52 ]               |
| 1972 | Guerras do Alecrim e Manjerona                                 | Teatro Nacional de São Carlos            | [ 10 ]               |
| 1973 | Adriano VII                                                    | Teatro da Trindade/Teatro Monumental     | [ 53 ]               |
| 1974 | Sábado, Domingo e Segunda                                      | Teatro da Trindade                       | [ 54 ] [ 55 ]        |
| 1974 | O Terror e a Miséria no III Reich                              | Teatro da Cornucópia                     | [ 56 ]               |
| 1978 | O Crime do Padre Amaro                                         | Teatro Maria Matos                       |                      |
| 1979 | A Mãe                                                          | Teatro Experimental de Cascais           | [ 57 ]               |
| 1981 | Onde Vaz, Luiz?                                                | Teatro Experimental de Cascais           | [ 58 ] [ 59 ]        |
| 1982 | Portugal Anos 40                                               | Teatro Experimental de Cascais           | [ 60 ]               |
| 1983 | Trio                                                           | Teatro Experimental de Cascais           | [ 61 ]               |
| 1984 | Aurora da Minha Vida                                           | Teatro Experimental de Cascais           | [ 62 ] [ 63 ]        |
| 1986 | No Natal a Gente Vem-te Buscar                                 | Teatro Experimental de Cascais           | [ 64 ]               |
| 1986 | Galileu Galilei                                                | Teatro Experimental de Cascais           | [ 65 ] [ 66 ]        |
| 1987 | Fantásio                                                       | Companhia de Teatro de Braga             | [ 67 ]               |
| 1988 | Dona Rosinha, a Solteira                                       | Teatro de Almada                         | [ 68 ]               |
| 1990 | Felicidade e Erva Doce                                         | Teatro de Almada                         | [ 69 ]               |
| 1991 | Dias Inteiros nas Árvores                                      | Teatro de Almada                         | [ 70 ]               |
| 1992 | Vida do Grande D. Quixote de La Mancha e do Gordo Sancha Pança | Teatro de Almada                         | [ 71 ]               |
| 1994 | A Paixão do Jardineiro                                         | Teatro Experimental do Porto             | [ 72 ]               |
| 1996 | Três Mulheres Altas                                            | Teatro Nacional D. Maria II              | [ 73 ]               |
| 2000 | Fidelidades                                                    | Teatro Maria Matos                       | [ 74 ]               |
| 2004 | Terrorismo                                                     | Teatro Taborda (Artistas Unidos)         | [ 63 ]               |
| 2006 | Uma Cama Para Sete                                             | Digressão                                | [ 75 ] [ 76 ]        |
| 2010 | Vozes de Trabalho                                              | Teatro da Trindade                       | [ 77 ]               |

- - Lista incompleta